# Публилии
Публилиите (на латински: gens Publilia, Publili) са плебейска фамилия от Древен Рим. Фамилията има когномен Филон.
Първият издигнал се Публилии e Публилий Волерон, от обикновен войник до народен трибун през 472 пр.н.е.. Той е автор на Lex Publilia Voleronis.
Известни от gens Publilia:
- Публилий Волерон, народен трибун 472 и 471 пр.н.е., автор на Lex Publilia Voleronis
- Квинт Публилий, народен трибун 384 пр.н.е.
- Луций Публилий Филон Вулск, консулски военен трибун 400 пр.н.е.
- Волеро Публилий Филон, консулски военен трибун 399 пр.н.е.
- Квинт Публилий Филон, консул 339, 327, 320 и 315 пр.н.е.; диктатор 339 пр.н.е.; първият цензор от плебеите 332 пр.н.е., пълководец през втората самнитска война.